# Fabien Lévêque
Fabien Lévêque, né le 12 aout 1980 à Saint-Nazaire, est un journaliste sportif français.

## Biographie
Né à Saint-Nazaire, il grandit dans le village de Sapilon à Herbignac en Loire-Atlantique jusqu'à ses 18 ans. Il fréquente le collège Saint-Joseph dans cette ville puis le lycée La Mennais à Guérande. Il commence le football à la Saint-Cyr d'Herbignac puis joue au FCCM de La Chapelle-des-Marais de 1996 à 2000.
Formé à l'École supérieure de journalisme de Lille, il entre à France télévisions en tant que correspondant à Marseille puis à Madrid, où il suit notamment l'équipe des « galactiques » du Real Madrid. Il devient commentateur titulaire des matchs diffusés par le groupe à partir de l'été 2008, où il prend la succession de Denis Balbir, à l'occasion du Tournoi masculin de football aux Jeux olympiques d'été de 2008.
Il intervient également en tant que spécialiste football dans l'émission Stade 2.
Il a, entre autres, commenté plusieurs matchs de la Coupe du monde 2010 en Afrique du Sud dont le quart de finale Brésil-Pays-Bas. Il en a fait de même avec toutes les finales de Coupe de France et de Coupe de la Ligue de 2009 à 2018 et de nouveau depuis 2020. Il commente les matchs avec Marinette Pichon pour les matchs féminins et avec Xavier Gravelaine, Emmanuel Petit puis Jérôme Alonzo pour les matchs masculins.
En 2016, il commente des matchs des tournois de football féminin et masculin des JO de Rio avec Marinette Pichon sur France Télévisions. À partir de 2018, il commente également des matches de tennis à l'occasion de la Coupe Davis, de la Fed Cup et du Tournoi de Roland-Garros. 
En avril 2018, il devient un des présentateurs remplaçants de Tout le sport sur France 3. À la suite du départ de Céline Géraud de France Télévisions en 2018, il devient le présentateur de Tout le sport du lundi au jeudi,.
En septembre 2018, il cède sa place de commentateur des matches de Coupe de France et de Coupe de la Ligue à Kader Boudaoud. Il retrouve finalement ce poste en janvier 2020 lorsque Kader Boudaoud quitte le service des sports. Il est alors associé à Éric Roy, nouveau consultant pour France Télévisions.
Durant les Jeux olympiques 2020 à Tokyo, il commente les tournois de football avec Marinette Pichon et des matchs de tennis avec Justine Henin.
Il est par la suite associé à Loïc Rémy, avec qui il est à nouveau à la couverture des tournois de football olympiques des JO 2024 à Paris.